# 小行星9789
小行星9789（英語：9789）是一颗围绕太阳公转的小行星。1995年4月4日，上田清二、金田宏在钏路市发现了此天体。
这颗小行星的绝对星等为129.832342150361等。